# Amesdorf
Amesdorf ist ein Ortsteil der Stadt Güsten im Salzlandkreis in Sachsen-Anhalt, (Deutschland).

## Geografische Lage
Der Ort liegt am Nordrand des nördlichen Harzvorlandes am rechten Ufer der Wipper. Westlich von Amesdorf zweigt von der Wipper linksseitig die Liethe ab, die bei Staßfurt in die Bode mündet. Zur ehemaligen Gemeinde Amesdorf gehörte der Ortsteil Warmsdorf, der auf der anderen Wipperseite liegt.

## Geschichte
Amesdorf wurde erstmals urkundlich im Jahr 1339 unter dem Namen Amelungsdorf erwähnt.
Wesentlich älter ist jedoch der Ortsteil Warmsdorf, der als Warmeresthorpe schon 1018 genannt wird. Eine Wasserburg an der Wipper ist ab 1268 belegt. Im Zuge der (Erb-)Landesteilung fielen 1546 die Burgen Warmsdorf, Plötzkau, Harzgerode und Güntersberge dem Reformator Fürst Georg dem Frommen oder Gottseligen (Georg III. von Anhalt-Dessau) zu. Auf ihn geht auch die Gründung der ersten lutherischen Pfarrgemeinde des Ortes im 16. Jahrhundert zurück. Er machte 1547 die Burg Warmsdorf zu seiner Residenz. Die Burganlage wurde in dieser Zeit zum Schloss Warmsdorf umgebaut. In der Zeit bis 1552 erbaute Georg III. den Nordflügel des Schlosses. Während der Dessauer Pestepidemie 1552 verlegte Fürst Joachim den anhaltischen Fürstenhof hierher. Am 27. März 1623 fand in Warmsdorf eine Fürstenversammlung statt.
Warmsdorf und das umliegende Gebiet wurde bei der erneuten anhaltischen Erbteilung 1606 in eine Exklave des Fürstentums Anhalt-Köthen innerhalb des Landes Anhalt-Bernburg umgewandelt. Der erste Regent des neuen Landes war Fürst Ludwig von Anhalt-Köthen. 1619–20 ließ er hier den bekannten Pädagogen Wolfgang Ratke im Schlossturm gefangen halten.
Von 1716 bis zum Tode seines Bruders und Amtsvorgängers, des Bachmäzens Leopold im Jahre 1728 verbrachte der spätere Fürst August Ludwig 12 Jahre im Warmsdorfer Schloss.
Über die Nachnutzung des Schlosses gab und gibt es verschiedene Ideen, welche jedoch wegen fehlenden Geldes nie realisiert wurden.
Am 22. September 1950 wurde die bis dahin eigenständige Gemeinde Warmsdorf nach Amesdorf eingemeindet.
Ein Kuriosum dürfte heute die ehemalige evangelische Kirche Warmsdorfs darstellen, welche einem seit 1985 geplanten Abriss nur durch fehlende finanzielle Mittel entging. Im Jahre 1990 ging sie in Privatbesitz über und wurde anschließend in etwa achtjähriger Bauzeit in ein dreigeschossiges Wohngebäude umfunktioniert.
Größter Arbeitgeber Amesdorfs ist heute die Agrargenossenschaft Amesdorf.
Am 1. Januar 2010 wurde die bis dahin selbstständige Gemeinde Amesdorf in die Stadt Güsten eingemeindet. Gleichzeitig wurde die Verwaltungsgemeinschaft Staßfurt, zu der Amesdorf seit 2005 gehörte, aufgelöst.

## Politik

### Bürgermeister
Der letzte Bürgermeister der Gemeinde Amesdorf war Wolf Beinroth (2008–2009), sein Vorgänger Ernst-Hermann Brink (Die Linke, 2001–2008).

### Wappen
Das Wappen wurde am 16. November 1992 durch den Minister des Innern des Landes Sachsen-Anhalt genehmigt und unter der Nr. 20/1992 im Landesarchiv Sachsen-Anhalt registriert.
Blasonierung: „In Blau zwei goldene schräglinke Balken.“
Amesdorf verfügte als Gemeinde über kein eigenes Wappen und beschloss, das im Jahr 1540 erschienene Wappen der Grafschaft Warmsdorf zu verwenden. Das Redesign und die Dokumentation für das Genehmigungsverfahren realisierte daraufhin 1992 der Magdeburger Kommunalheraldiker Jörg Mantzsch. Das Wappen der Grafschaft Warmsdorf gehört noch heute als Teil (Feld 9) zum Wappen des Hauses Anhalt.